# Emil Maxén
Emil Gunnar Maxén, född 31 juli 1989 i Bergeforsen i Timrå kommun, Västernorrlands län, är en svensk illustratör, serietecknare och författare.
Maxén har gett ut tre serieböcker, Stor-Jobal från Krokjala: Skräcksäcken (2016), Stor-Jobal från Krokjala: Det surnar i säven (2017) och Stor-Jobal från Krokjala: Ragnagöken (2019), som på ett humoristiskt och groteskt sätt tolkar myter och folktro. Han har också illustrerat Sara Bergmark Elfgrens och Emil Maxéns gemensamma barnbok Knäckarbanketten (2019).
Till SVT:s julkalender Barna Hedenhös uppfinner julen (2013) tecknade Maxén storyboard och koncept, samt illustrerade den fysiska kalendern. Han har även gjort bildmanus till Aviciis musikvideo "Addicted to You" (2013).
Emil Maxén illustrerar också Nelly Rapp-böckerna av författaren Martin Widmark. 
Han fick Albert Engströms ungdomspris 2019.